# Башкирська содова компанія
ВАТ «Башки́рська со́дова компа́нія» (БСК) — російська компанія, що здійснює виробництво хлору та каустичної соди, полівінілхлориду та пластикатів ПВХ, епіхлоргідрину та гіпохлориту кальцію, хлористого алюмінію, перхлоретілену, катіонних поліелектролітів марки ВПК.
Бізнес компанії, що складається з двох головних виробничих майданчиків, які базуються у місті Стерлітамак. 

## Історія виникнення
У 1939 році обрали майданчик для будівництва Стерлітамацького содового заводу, спорудження якого активізувалось у 1941 році. Завод почав діяльність в 1945-му з виробництва каустичної соди, проте з початку 1950-х його основним напрямком стала кальцинована сода (того ж десятиліття розпочали виробництво цементу та покрівельного шиферу). У грудні 1994 року постановою голови адміністрації м. Стерлітамак було зареєстроване акціонерне товариство відкритого типу «Сода», що стало правонаступником виробничого об'єднання «Сода» (надалі — ВАТ «Сода»). У червні 2008 року на загальних зборах акціонерів ВАТ «Сода» постановили про виділення зі складу компанії шляхом створення двох нових юридичних осіб — відкритих акціонерних товариств «Сировинна компанія» та «Будівельні матеріали», що надалі були перетворені на закриті.
У 1964-му в Стерлітамаці почав діяльність завод хімії хлору (який споживав ту саме сировину, що й содовий комбінат — хлорид натрію). 8 грудня 1976 року Стерлітамацький хімічний завод був перейменований у виробниче об'єднання «Каустик». У 1991 році виробниче об'єднання «Каустик» було перетворено у акціонерне товариство закритого типу «Каустик» (надалі — ЗАТ «Каустик»). 29 квітня 2005 року ЗАТ «Каустик» увійшло до складу ВАТ «Башкирська хімія».
У 2013 році розпочалося об'єднання відкритих акціонерних товариств «Каустик» та «Сода». 1 квітня того ж року ВАТ «Сода» приєдналося до ВАТ «Каустик», а 24 квітня ВАТ «Каустик» було перейменовано у ВАТ «Башкирська содова компанія».

## Виробництво
До складу компанії входять два майданчики з виробництва хімічної продукції:
- виробничий майданчик № 1 (м. Стерлітамак, вул. Технічна, 32) — каустична сода, полівінилхлорид суспензійний, кабельний пластикат, соляна кислота, дихлоретан, терефталоілхлорид, хлоровані парафіни, поліетиленполіаміни та ін.
- виробничий майданчик № 2 (м. Стерлітамак, вул. Бабушкіна, 7) — кальцинована сода, бікарбонат натрію, кальцій хлористий, білі сажі та ін.

## Інша інформація
БСК входить до холдингу «Башкирська хімія». 
З 1 липня 2019 року Генеральним директором АТ «БСК» та АТ «БСЗ» призначено Давидова Едуарда Маліковича